# Flotta Combinata
La Flotta Combinata (聯合艦隊?, Rengō Kantai) fu il principale complesso navale che componeva la Marina imperiale giapponese. Fino al 1933, non era una formazione navale permanente, ma una forza temporanea formata per la durata del conflitto o per le manovre navali più importanti con normali unità che in tempo di pace si trovavano sotto comandi indipendenti fra loro.

## Storia

### Guerra Sino-giapponese (1894-95)
La Flotta combinata fu creata per la prima volta il 18 luglio 1894 con l'unione della Flotta principale con la Flotta occidentale. La Flotta principale, nota anche come Flotta disponibile, era formata dalle più moderne e combattive navi della Marina Giapponese. La Flotta occidentale era una forza di riserva, consistente principalmente in navi obsolete ritenute inadatte a operazioni di combattimento in prima linea, ma ancora valide per la protezione dei commerci marittimi e la difesa costiera. Il viceammiraglio Itō Sukeyuki fu il primo Comandante in capo della Flotta combinata, per la durata della prima guerra contro la Cina.

### Guerra russo-giapponese (1904-05)

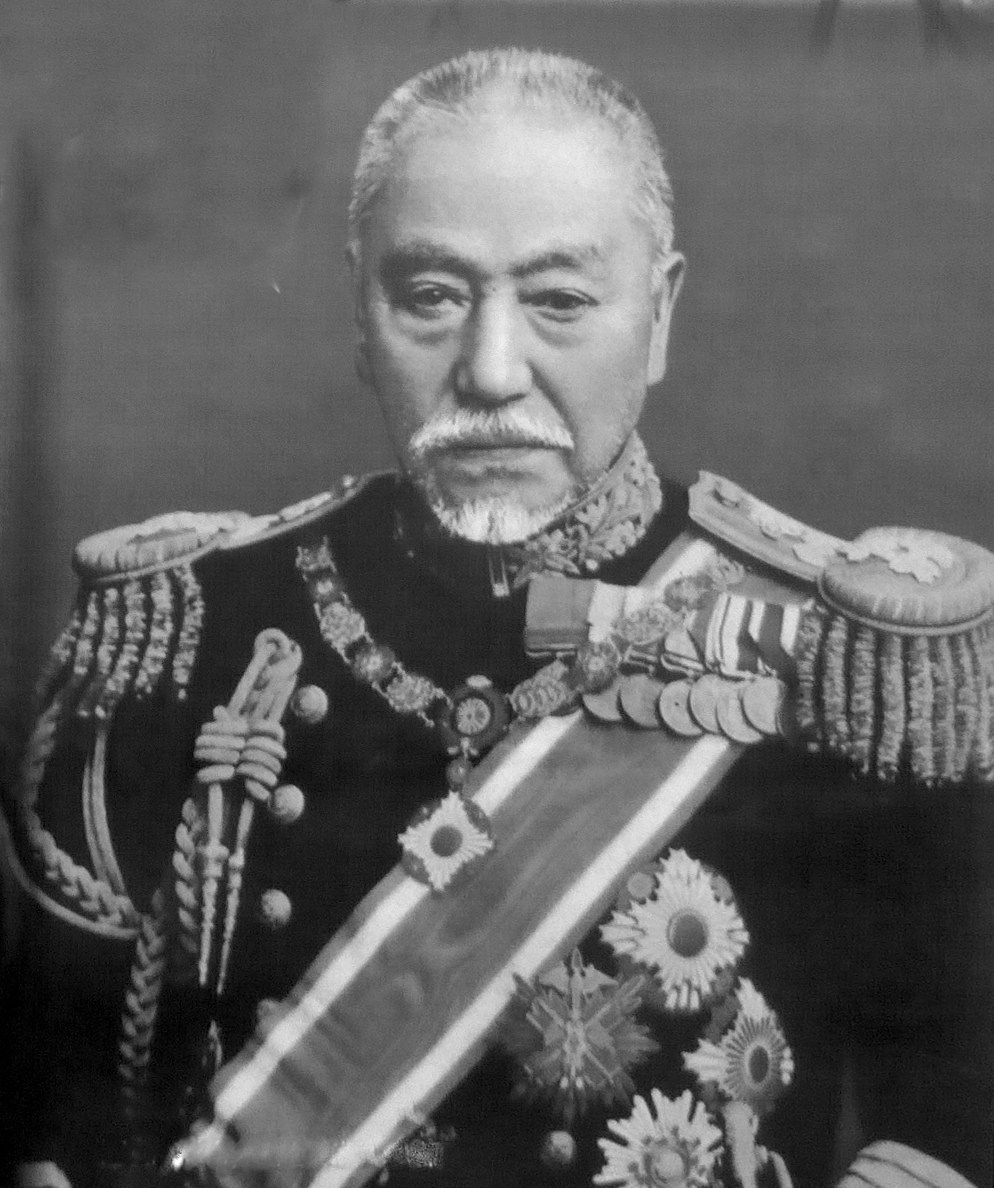
L'ammiraglio Tōgō Heihachirō, comandante-in-capo della Flotta congiunta durante la Prima guerra sino-giapponese.

La Flotta combinata fu ricostituita durante la guerra russo-giapponese 1904-05 per costituire un comando unificato generale delle tre flotte separate nella Marina Imperiale Giapponese. La 1ª Flotta Imperiale Giapponese era la forza principale, costituita da navi da battaglia, che formava la spina dorsale della Marina ed era concepita per essere utilizzata in una tradizionale linea di battaglia di fronte ad una flotta nemica equivalente (Kantai Kessen). La 2ª Flotta Imperiale Giapponese era una forza navale veloce, con incrociatori corazzati e incrociatori protetti. La 3ª Flotta Imperiale Giapponese era considerata principalmente una flotta di riserva, composta da navi obsolete considerate troppo deboli per un servizio di combattimento in prima linea, ma ancora utilizzabili in operazioni quali il Blocco di Port Arthur. L'ammiraglio Tōgō Heihachirō era stato il comandante in capo della Flotta combinata durante la guerra russo-giapponese 1904-05.

### Anni fra le due guerre
La Flotta combinata non veniva mantenuta come organizzazione permanente, ma veniva temporaneamente formata quando necessario durante le manovre navali o su richiesta per circostanze straordinarie. Quindi, nel periodo dal 1905 al 1924, la Flotta combinata venne formata solo sporadicamente, quando le circostanze od occasioni lo richiedevano e sciolta immediatamente dopo.
Nel 1924, la Marina Imperiale Giapponese dichiarò con un editto sull'organizzazione della flotta che "per il momento" la Flotta Combinata sarebbe stata un'organizzazione stabile consistente nella 1ª e 2ª Flotta. Poiché ciò non significava una situazione "permanente" e poiché il comandante della 1ª Flotta comandava anche la Flotta combinata, a quest'ultima non fu assegnato un proprio staff di Quartier Generale.
Dal 1933, con l'Incidente di Mukden e la crescente tensione con la Cina, fu istituito uno staff di Quartier Generale per la Flotta combinata. Verso la fine del 1930, esso comprendeva le navi da guerra giapponesi, solo le unità di base, mentre le Forze navali da sbarco della Marina e la Forza Aerea della Cina restarono fuori dalla Flotta combinata.

### II guerra mondiale

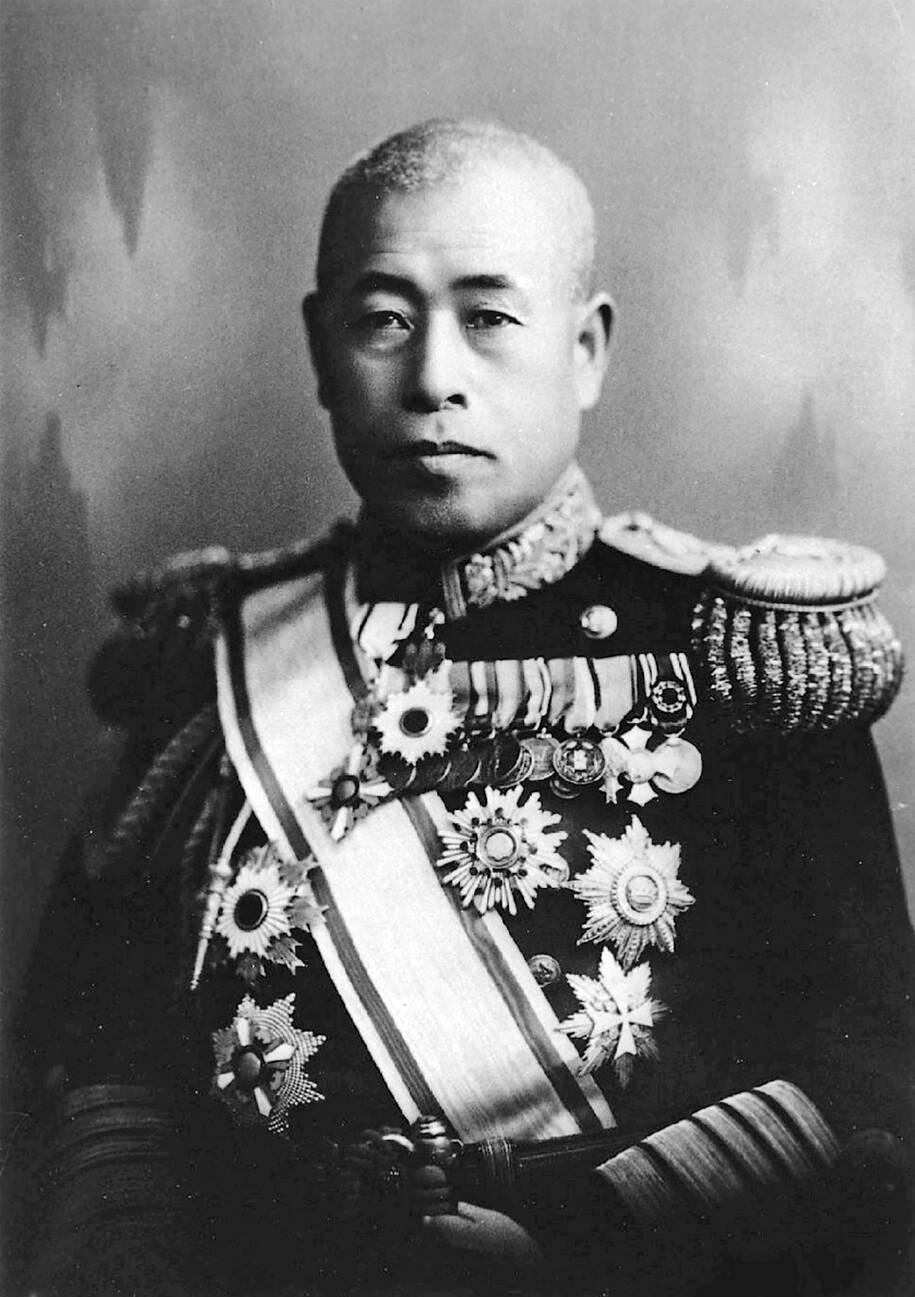
L'ammiraglio Isoroku Yamamoto, comandante-in-capo della Flotta Combinata durante il primo stadio della Guerra del Pacifico.

La Flotta combinata fu posta sotto il comando diretto dei Quartieri Generali Imperiali nel 1937. Con l'inizio della Guerra del Pacifico, a seguito dell'Attacco di Pearl Harbor, effettuato dalla Kido Butai (1ª Flotta Aerea) della Flotta Combinata, quest'ultima divenne quasi un sinonimo della Marina Imperiale Giapponese, al comando dell'ammiraglio Isoroku Yamamoto fino all'aprile 1943, quando quest'ultimo morì dopo che l'aeroplano su cui volava fu abbattuto dall'aeronautica statunitense sul cielo dell'isola di Bougainville. Essa comprendeva navi da battaglia, navi portaerei, aerei e tutte le componenti che formavano la Forza principale giapponese. Fu utilizzata per la prima volta al completo nella battaglia delle Midway. Dopo le devastanti perdite di portaerei presso le Midway e nella campagna delle isole Salomone, la Marina si riorganizzò in un numero di "flotte dell'area" per un controllo operativo locale di varie zone geografiche. La Flotta Combinata quindi evolvette in più di una organizzazione amministrativa.
Via via che per i Giapponesi la situazione si deteriorava e i territori controllati dalle "flotte dell'area" cadevano uno dopo l'altro ad opera della Marina degli Stati Uniti, i Quartier Generali Imperiali e lo Staff generale della Marina Imperiale Giapponese, agirono per impegnare la flotta americana in una "battaglia decisiva" nelle Filippine, secondo la filosofia Kantai Kessen. Nelle battaglie che ne conseguirono, nel Mar delle Filippine e nel Golfo di Leyte, la flotta giapponese fu gravemente ridotta. Ciò che rimaneva della Flotta combinata fuggì ad Okinawa e ulteriori operazioni furono ostacolate dalla carenza di carburante e di copertura aerea. Alla conclusione della missione suicida della nave da battaglia Yamato nell'Operazione Ten-Go, la Flotta combinata aveva cessato di esistere come effettiva forza di combattimento.